# Rosenberg (powiat Ostalb)
Rosenberg – miejscowość i gmina w Niemczech, w kraju związkowym Badenia-Wirtembergia, w rejencji Stuttgart, w regionie Ostwürttemberg, w powiecie Ostalb, wchodzi w skład wspólnoty administracyjnej Ellwangen (Jagst). Leży ok. 20 km na północny zachód od Aalen, na drodze św. Jakuba.